# Sady
Sady [pronunciación en polaco: /ˈsadɨ/] es un pueblo en el distrito administrativo de Gmina Skierbieszów, dentro del distrito de Zamość, voivodato de Lublin, en el este de Polonia. Se encuentra aproximadamente 2 kilómetros al este de Skierbieszów, 17 kilómetros al noreste de Zamość, y 73 kilómetros al sudeste de la capital regional, Lublin.